# Amaranthus lepturus
Amaranthus lepturus là loài thực vật có hoa thuộc họ Dền. Loài này được S.F.Blake mô tả khoa học đầu tiên năm 1915.